# Jordi Gómez
Jordi Gómez García-Penche (Barcelona, 24 de Maio de 1985) é um futebolista espanhol que atua como meio-campista. Atualmente está sem clube.

## Carreira
Nascido em Barcelona, Gómez iniciou sua carreira nas categorias de base do Barcelona. Aos vinte anos, foi promovido ao Barcelona B, permanecendo duas temporadas, quando foi contratado pelo rival Espanyol, mas disputando sua primeira temporada na equipe B. Na temporada seguinte, em 23 de março de 2008, estreou na equipe principal do Espanyol, na derrota por 4 a 0 para o Real Murcia. Ainda disputou mais duas partidas.
Sem chances no Espanyol, em 6 de junho, acabou sendo emprestado durante uma temporada ao Swansea City, do País de Gales, por duzentas mil libras. Em sua primeira partida, marcou o gol da vitória sobre o rival Cardiff City, em 23 de setembro, após sete anos sem um confronto entre as duas equipes.
No fim da temporada, Gómez havia marcado catorze tentos em todas as competições, sendo eleito para a seleção do torneio e, retornou ao Espanyol. Logo, acabou se transferindo 19 de junho de 2009 para o Wigan Athletic, firmando um contrato de três anos, com valores não revelados, mas especulados em torno de um milhão e meio de libras. No Wigan, Jordi voltou a ser treinado por seu conterrâneo Roberto Martínez. Sua estreia aconteceu em 15 de agosto, na vitória por dois gols a zero sobre o Aston Villa.

## Títulos
Wigan
- Copa da Inglaterra: 2012-13

Omonia
- Campeonato Cipriota: 2020-21
- Copa do Chipre: 2021-22
- Supercopa do Chipre: 2021